# Machine Identification Code

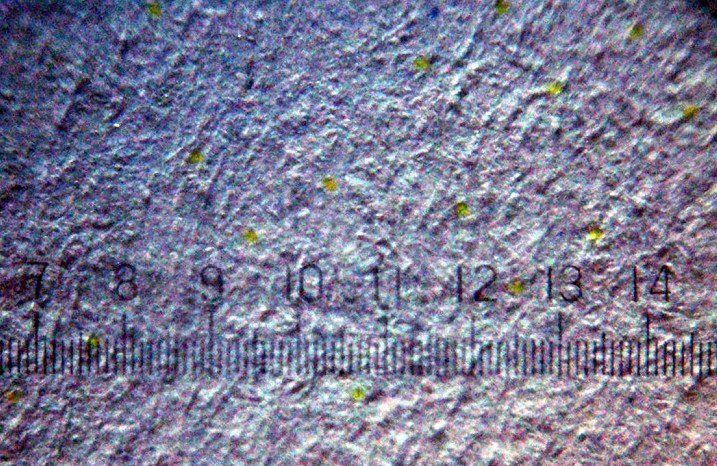
Hexagonale Punkt-Markierung auf weißem Papier, erzeugt von einem Farb-Laserdrucker (Ausdruck stark vergrößert, Punktdurchmesser etwa 0,1 mm)

Als Machine Identification Code (MIC) – auch Farbdruckermarkierung, yellow dots (gelbe Punkte), tracking dots (Punkte zur Nachverfolgung) oder secret dots (geheime Punkte) – wird ein digitales Wasserzeichen bezeichnet, das von bestimmten Farblaserdruckern und -kopierern auf jeder gedruckten Seite angebracht wird.
Der Code kann eine Identifikation des Geräts ermöglichen, mit dem eine Kopie bzw. Druckstück erzeugt wurde, und dadurch Hinweise auf den Ersteller des Schriftstücks geben.

## Technische Realisierung

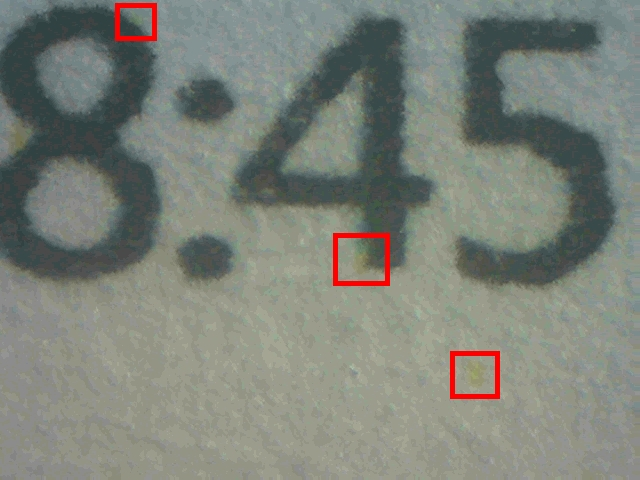
Markierte Yellow Dots eines HP Color LaserJets CP1515n.

Die Markierung besteht aus einem Punktraster, das über das ganze Druckfeld verteilt ist. Die Punkte sind gelb, haben einen Durchmesser von einem Zehntel Millimeter und einen Abstand von etwa einem Millimeter. Sie sind mit bloßem Auge kaum zu erkennen. Ihre Anordnung enthält die Seriennummer des Gerätes, Datum und Uhrzeit des Druckvorgangs sowie Daten zur Fehlerkorrektur.
Besteht der Code beispielsweise aus 8 × 16 Punkten in einer quadratischen oder hexagonalen Anordnung, belegt er eine Fläche von etwa vier Quadratzentimetern. Auf einem DIN-A4-Blatt erscheint er ca. 150 Mal. So kann er auch dann ausgelesen werden, wenn nur Ausschnitte oder Fragmente des bedruckten Blattes zur Verfügung stehen.
Einige Drucker ordnen gelbe Punkte auch in scheinbar zufälligen Punktwolken an.
Der Chaos Computer Club gab 2005 an, dass Farbkopierer eine Markierung in einer Matrix von 32 × 16 Punkten vornehmen und somit eine Datenmenge von 64 Byte unterbringen können.

## Sichtbar machen

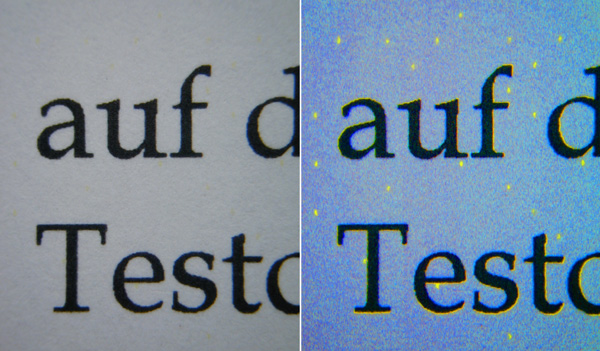
Yellow Dots: Der versteckte Code auf dem Ausdruck in Form winziger gelber Punkte am Beispiel eines HP Color LaserJet 3700.

Der Machine Identification Code kann sichtbar gemacht werden, indem eine Farbseite gedruckt oder fotokopiert wird und anschließend ein kleiner Ausschnitt davon mit einem Scanner mit hoher Auflösung eingescannt wird. Der gelbe Farbkanal kann anschließend mit einem Grafikprogramm verstärkt werden, um die Punkte des Machine Identification Codes, falls vorhanden, deutlich erkennbar zu machen. Bei guter Beleuchtung kann aber auch eine Lupe ausreichen, um die winzigen gelben Punkte zu sehen.
Unter UV-Licht sind die gelben Punkte deutlich erkennbar.

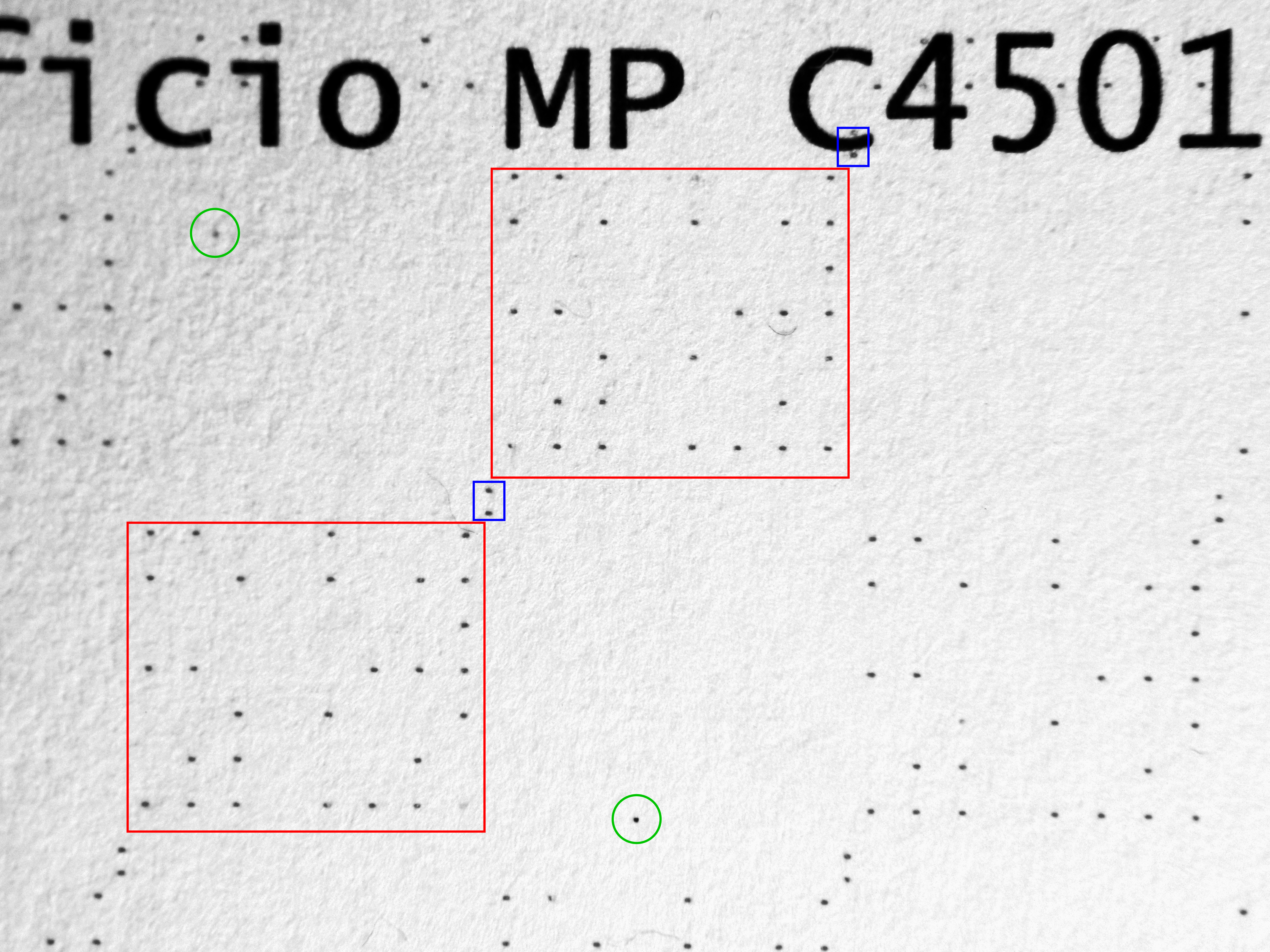
Machine Identification Code (MIC, yellow dots, tracking dots, secret dots) unter UV-Licht in regelmäßiger (rot und blau markiert) und unregelmäßiger Anordnung (grün markiert).

Mit diesem steganografischen Verfahren werden auch hochwertige Ausdrucke als Kopien einer Originalvorlage (bspw. einer Banknote) unter blauem Licht kenntlich. Ebenso können mit diesen Markierungen geschredderte Ausdrucke wiederhergestellt werden: die im Jahr 2011 von der DARPA ausgeschriebene „Shredder Challenge“ wurde nur vom Team „All Your Shreds Are Belong To U.S.“ (Otávio Good und zwei Kollegen) vollständig gelöst und damit gewonnen.

## Schutz der Privatsphäre
Kopien oder Ausdrucke sensibler Dokumente, etwa Arztbriefe, Bankauszüge, Steuererklärungen oder Firmenbilanzen, können auf den Druckereigentümer zurückverfolgt und der Erstellungszeitpunkt festgestellt werden.
Die Rückverfolgbarkeit ist vielen Anwendern nicht bekannt und auch nicht zugänglich. Der Code wird von den Herstellern nicht bekanntgegeben. Somit ist zunächst unklar, welche Daten mit einem Ausdruck oder einer Kopie unwillentlich weitergegeben werden. Insbesondere finden sich keine Hinweise in den Begleitmaterialien der meisten betroffenen Drucker (Ausnahmen siehe unten). Die Electronic Frontier Foundation bemühte sich um die Entschlüsselung und stellte zur Analyse ein Python-Skript bereit.

## Aufklärung
Xerox ist einer der wenigen Hersteller, die auf die Markierung der Seiten hinweisen: Das Digitale Farbdrucksystem ist entsprechend den Forderungen zahlreicher Regierungen mit einem fälschungssicheren Kennzeichnungs- und Banknotenerkennungssystem ausgerüstet. Jede Kopie wird mit einer Kennzeichnung versehen, die nötigenfalls die Identifizierung des Drucksystems ermöglicht, mit dem sie erstellt wurde. Dieser Code ist unter normalen Bedingungen nicht sichtbar.
Hewlett Packard Deutschland bestätigt, in allen eigenen Druckern MIC integriert zu haben. Laut HP Deutschland kann keine Firmware ohne MIC bereitgestellt werden. In Benutzerhandbüchern von HP-Druckern wird MIC nicht erwähnt. Eine Rückgabe eines Gerätes wird von Händlern unter Hinweis auf die Beratungshaftung akzeptiert, wenn im Verkaufsgespräch nicht in Bezug auf MIC aufgeklärt wurde (was praktisch nie geschieht).

## Dekodierung
Die Bürgerrechtsgruppe der Electronic Frontier Foundation rief 2005 zum Einsenden von Ausdrucken auf und dekodierte in der Folge das Muster. Das Muster wurde auf einer großen Bandbreite von Druckern verschiedener Hersteller und Modelle nachgewiesen. 

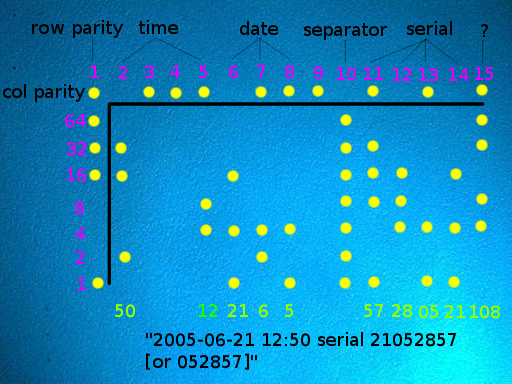
Dekodierung durch die EFF.

## Gegenmaßnahmen
Ein Forscherteam der TU Dresden stellte bei einer Tagung am 23./24. Juni 2018 in Innsbruck eine frei erhältliche Software vor, die „zusätzliche gelbe Punkte auf das Papier druckt, die versteckte Information wird dadurch unbrauchbar.“

## Vergleichbare Verfahren
Im Vergleich zu den unter UV-Licht oder mit Lupe sichtbaren „yellow dots“ sind andere Verfahren nicht so offensichtlich erkennbar. So sind beispielsweise eine Modulation der Laserintensität und eine Variation von Graustufen in Texten nicht nur denkbar, sondern längst realisierbar. Ob Hersteller diese Techniken bereits einsetzen, ist nicht bekannt. Für Videoaufnahmen existiert mit Video Encoded Invisible Light (VEIL) ein ähnliches Identifizierungssystem.